# Neroli

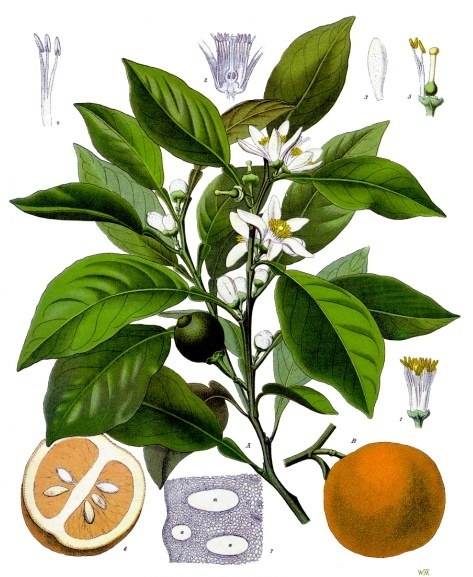
Bild av trädets blad, blommor och frukt (1897)

Neroli (även neroliolja) är en eterisk olja som utvinns ur pomeransträdets blommor, och används som doft i parfymer. 

## Framställning
Blommorna plockas när de slagit ut lite men inte helt, och vatten- eller ångdestilleras sedan.  Bäst doft uppnås om endast blombladen och inte hela blomman används. 0,1 – 1 % av blommans vikt erhålls som olja. Destilleringsvattnet säljs för sig som orangeblomvatten. Odlingar finns främst i Frankrike, Italien, Spanien, Cypern, Algeriet, Marocko, Egypten och Tunisien. Fransk och tunisisk neroli anses vara den bästa. 

## Egenskaper och användning

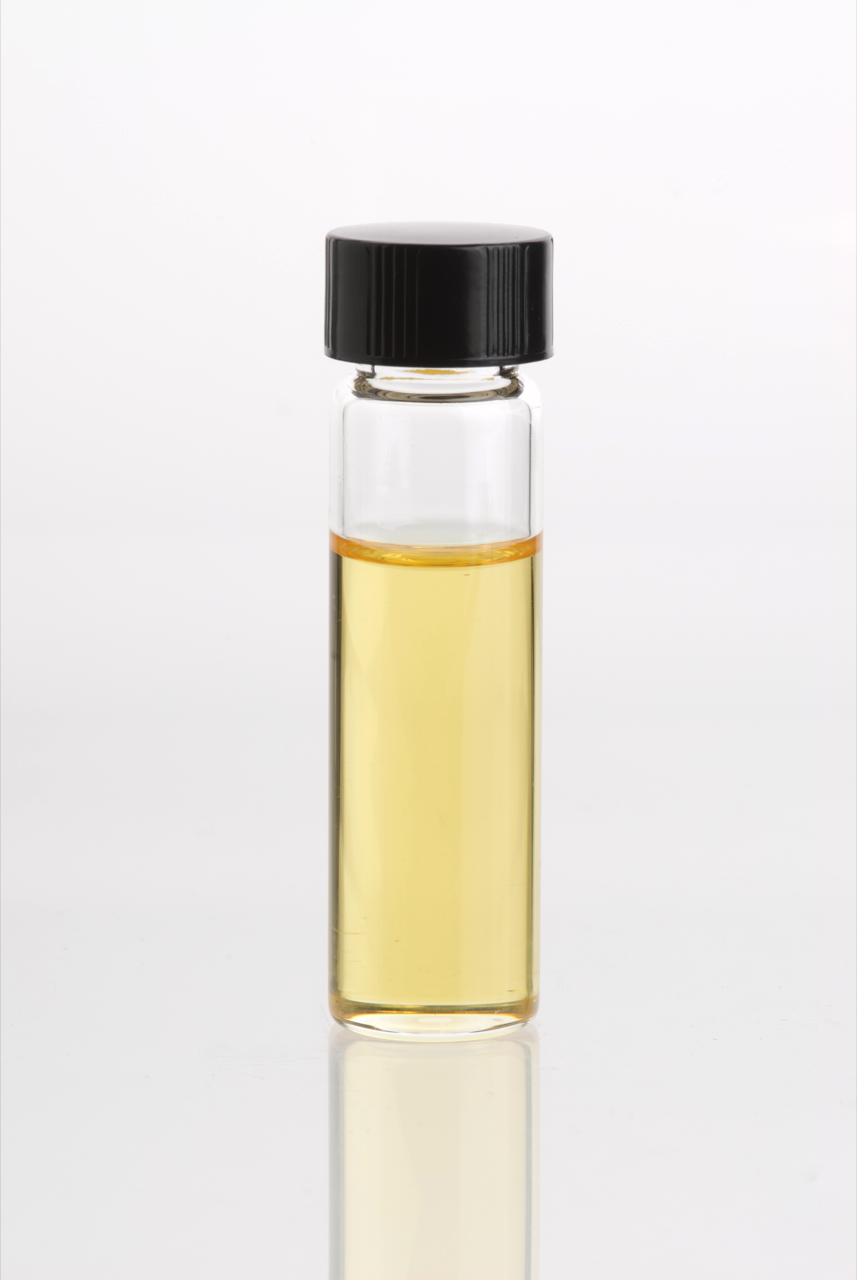
Neroli är ljusgul, men mörknar med tiden

Neroli används i parfymer, och ger även doft till hud- och hårvårdsprodukter. Den förekommer i massageoljor och andra hudoljor. 